# عبد الوهاب الأحمر
عبد الوهاب الأحمر (1944 تونس) هو لاعب كرة قدم تونسي.